# Hệ động vật Azerbaijan

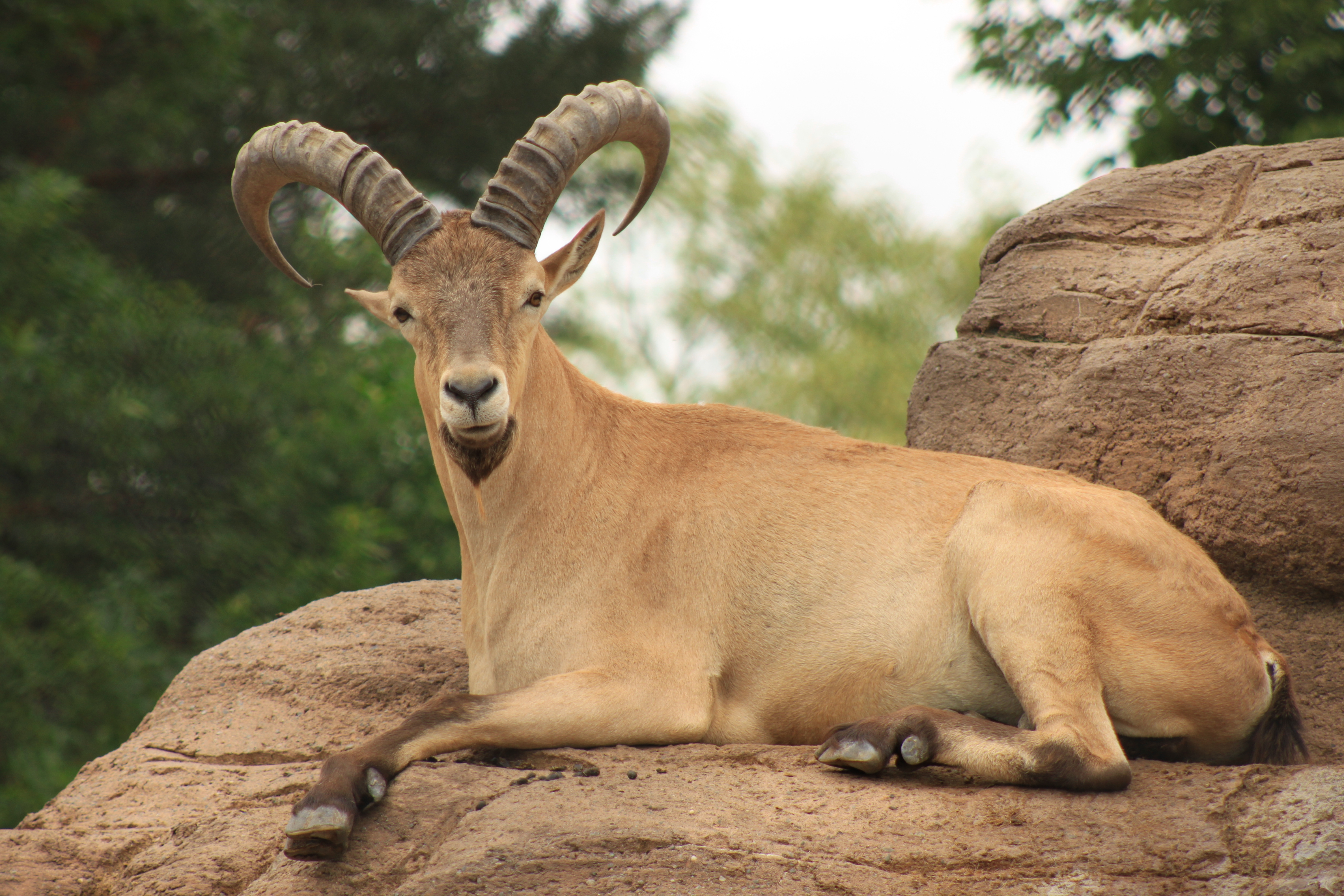
Sơn dương Tây Kavkaz là một trong những biểu tượng của hệ động vật Azerbaijan

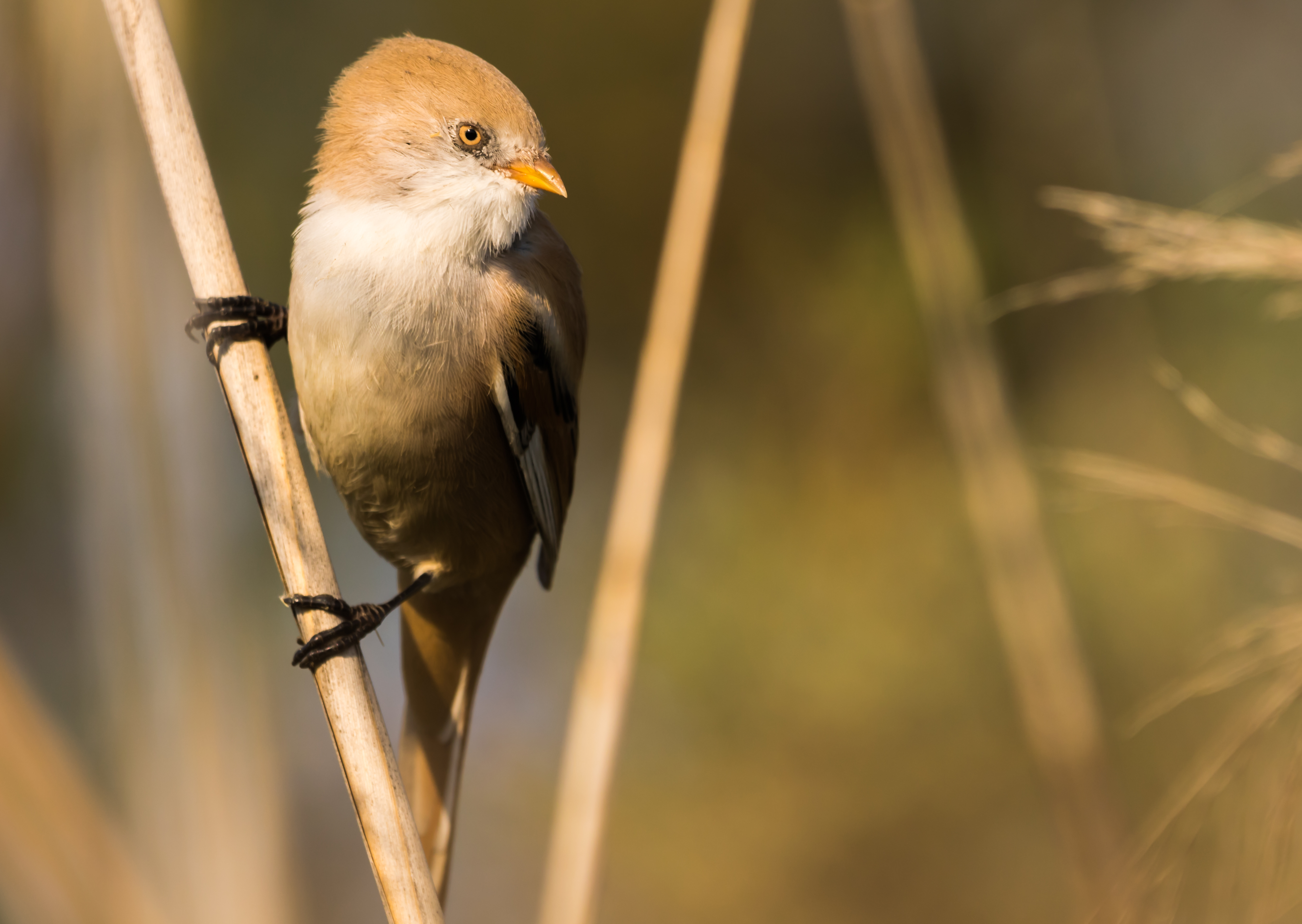
Loài sẻ ngô râu (Panurus biarmicus)

Hệ động vật Azerbaijan (Fauna of Azerbaijan) hay Vương quốc động vật ở Azerbaijan (Animal kingdom of Azerbaijan) là tổng thể các loài động vật sinh sống và phân bố ở Azerbaijan (A-déc-bai-dan) hợp thành hệ động vật của quốc gia vùng Trung Á này. Hệ động vật Azerbaijan là một bộ phận hợp thành của hệ động vật châu Á và cả hệ động vật châu Âu, đến lượt mình, nó đề cập đến sự đa dạng của các loại động vật khác nhau, cư trú và sinh sống trên một vùng đất hoặc vùng nước xác định ở Azerbaijan. Về đại thể Azerbaijan có một hệ động vật phong phú và đa dạng. Động vật ở Azerbaijan rất phong phú một phần do sự đa dạng của các khu vực phức hợp thiên nhiên của nó.
Có 97 loài động vật có vú, với 357 loài chim chóc, có 67 loài bò sát và lưỡng cư, có khoảng 97 loài cá và hơn 15.000 loài động vật không xương sống ở Azerbaijan. Biểu tượng động vật (Quốc thú) ở Azerbaijan là ngựa Karabakh hay ngựa Azerbaijan (tiếng Azerbaijan: Qarabağ Atı) là một loại ngựa núi và ngựa cưỡi chỉ có thể tìm thấy ở trên thảo nguyên núi đá của Azerbaijan và chỉ có thể tìm thấy ở đây. Đây là một trong những giống ngựa cổ xưa nhất, có nguồn gốc từ thời cổ đại, nổi tiếng về tính khí tốt, tốc độ, quý phái và thông minh. Giống ngựa được này phát triển ở khu vực Karabakh vào thế kỷ thứ 5 và được đặt gọi theo tên của nó

## Tổng quan

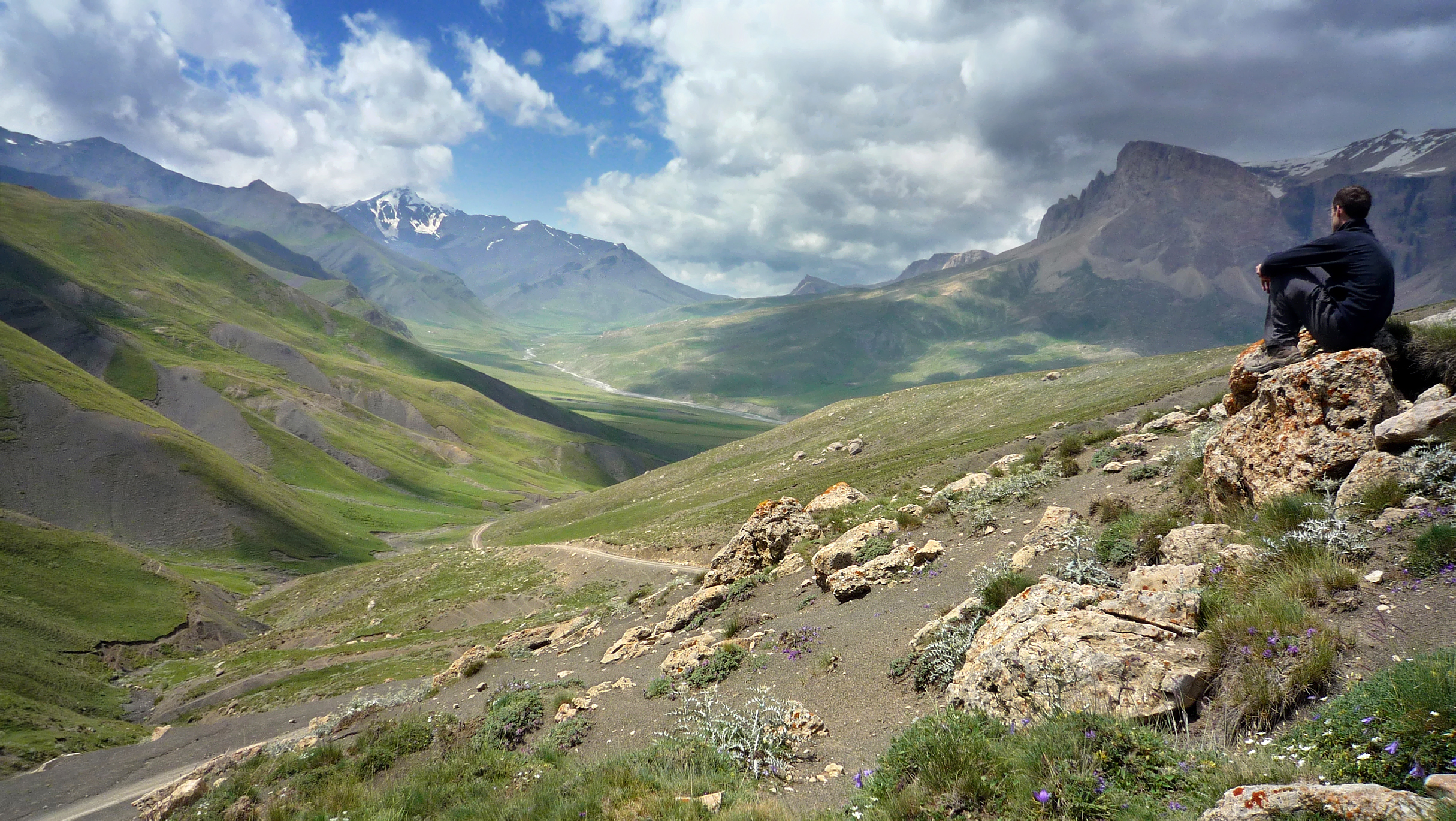
Quang cảnh Azerbajian

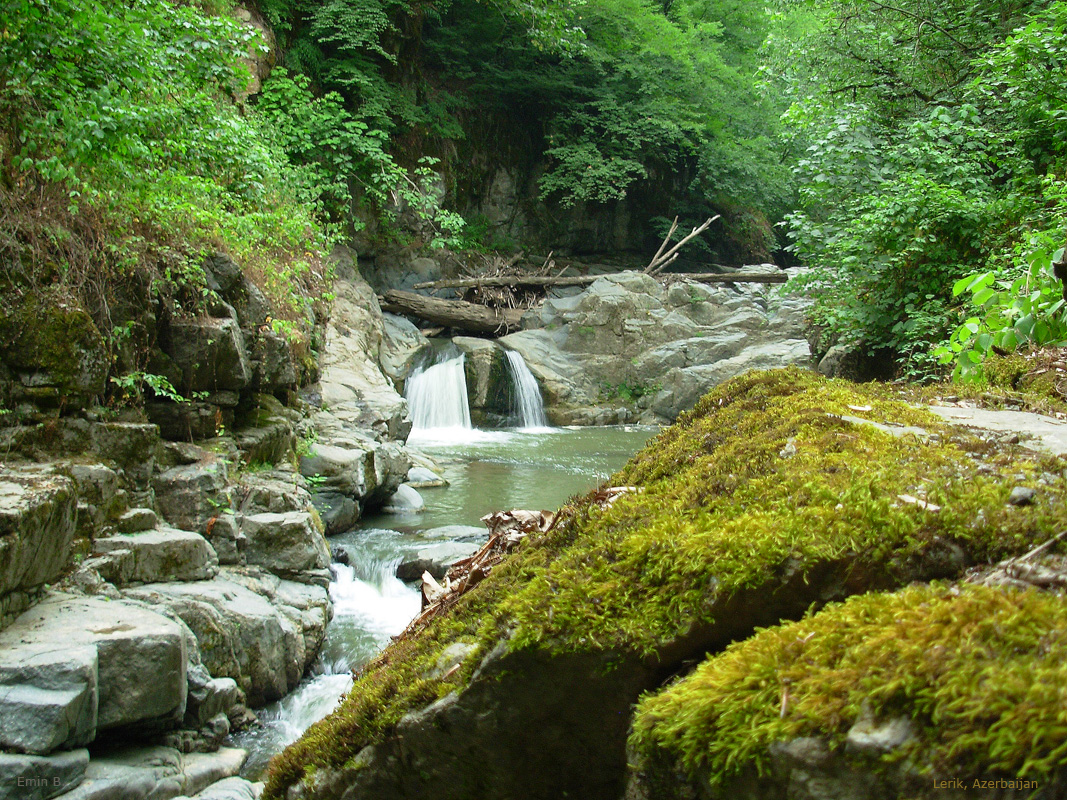
Một con suối ở Lerik

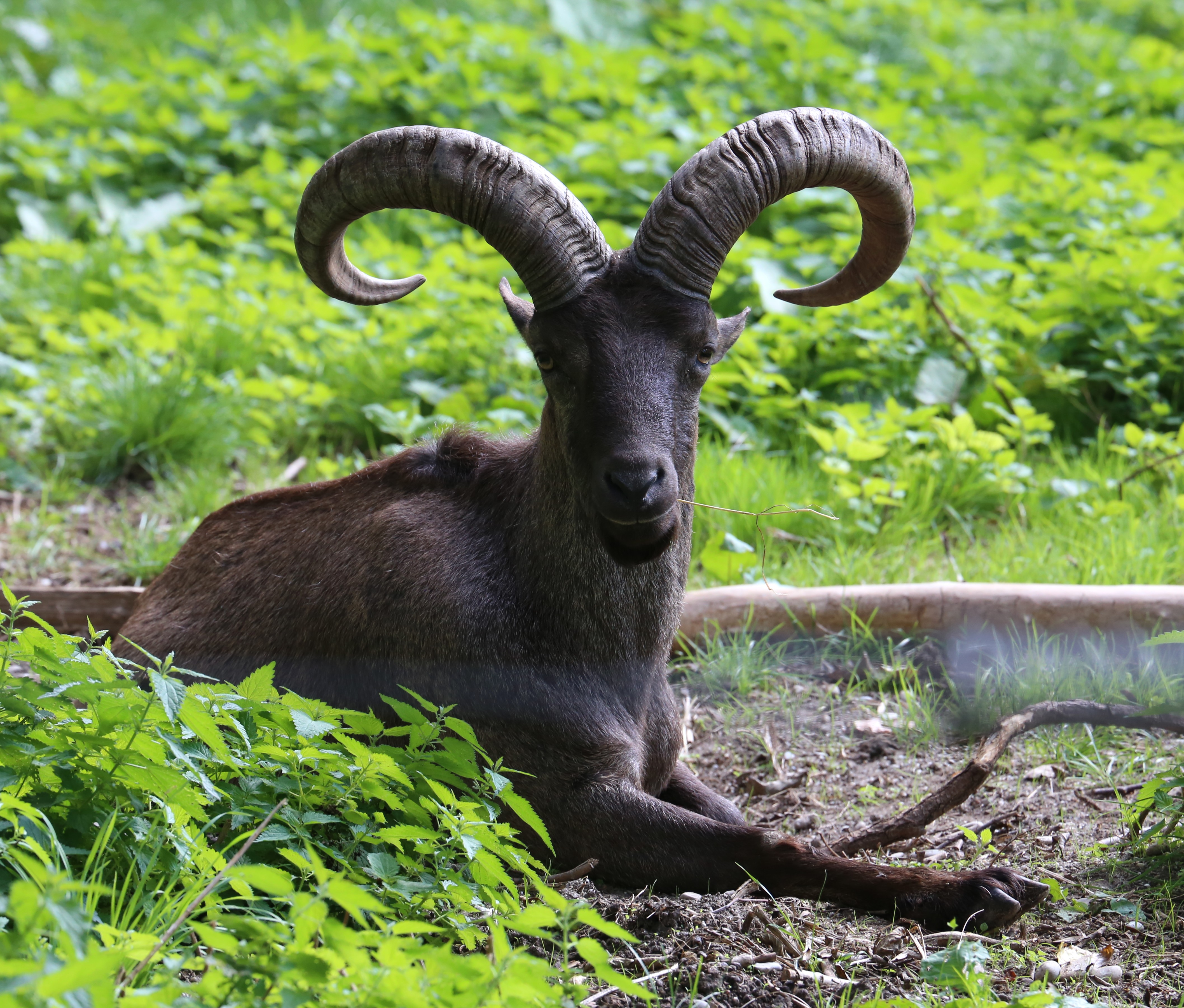
Dê núi Daghestan

Azerbaijan có chín trong mười một vùng khí hậu. Đây là quốc gia khô cằn, khô và khí hậu cận nhiệt đới với mùa hè nóng và mùa đông ôn hoà. Nhiệt độ thay đổi theo mùa và theo vùng. Ở vùng đất thấp phía tây nam, nhiệt độ trung bình là 6 °C (43 °F) và mùa đông và 26 °C (79 °F) vào mùa hè — dù nhiệt độ tối đa thông thường ban ngày có thể tới 32 °C (90 °F). Ở những rặng núi phía bác và phía tây nhiệt độ trung bình 12 °C (54 °F) vào mùa hè và −9 °C (16 °F) vào mùa đông. Lượng mưa hàng năm trên hầu hết đất nước thay đổi trong khoảng từ 200 mm (8 in) tới 400 mm (16 in) và nói chung ở mức thấp nhất phía đông bắc. Tuy nhiên, ở vùng viễn đông nam khí hậu ẩm hơn và lượng mưa hàng năm có thể cao tới 1.300 mm (51 in). Trên hầu hết đất nước, những giai đoạn ẩm nhất là vào mùa xuân và mùa thu, mùa hè khô nhất.
Các báo cáo đầu tiên về sự phong phú và đa dạng của đời sống động vật ở Azerbaijan (Sinh vật hoang dã ở Azerbaijan) có thể được tìm thấy trong ghi chú du lịch của những du khách phương Đông. Hình khắc động vật trên các di tích kiến trúc, các tảng đá cổ và đá tồn tại cho đến thời điểm hiện tại. Thông tin đầu tiên về vương quốc động vật Azerbaijan được thu thập trong các chuyến thăm của các nhà tự nhiên học đến Azerbaijan vào thế kỷ 17. Không giống như động vật, khái niệm giới động vật không chỉ bao gồm các loại động vật mà còn bao gồm cả số lượng các loài cá thể đơn lẻ.
Môi trường sống tự nhiên của các loại động vật rất khác nhau trong quốc gia này. Một số loài sống trong các khu vực hạn chế đặc biệt (các vùng hồ, các vùng và khu vực miền núi) trong khi một số khác lại lan rộng và sống rải rác khắp cả nước. Ví dụ như các loại chim bộ Sẻ có thể được tìm thấy ở bất cứ đâu trên lãnh thổ Azerbaijan. Những loài ký sinh trùng Động vật nguyên sinh cũng được ghi nhận ở tất cả các vùng của đất nước này, tùy thuộc vào môi trường sống tự nhiên của động vật mang chúng (những động vật mang mầm bệnh, hay vật chủ, vật trung gian truyền bệnh như trâu bò, gia súc, gia cầm...).
Trong số động vật có vú, linh dương Jeyran cư trú ở các vùng đồng bằng, Sơn dương Tây Kavkaz (dê Caucasian) chủ yếu ở các khu vực Caucasus, hầu hết các loài chim đều có thể tìm thấy trong rừng, một số sinh sống trong các lưu vực nước, loài hổ từng được ghi nhận là sinh sống nơi đây. Côn trùng gây hại có trên các cánh đồng nông nghiệp khác nhau, trong khi những loài khác chỉ sinh sống ở những khu sinh thái nhất định. Một số khu vực bảo quản thiên nhiên đã được hình thành và các quy tắc săn bắt được đưa ra có hiệu lực để bảo vệ động vật lông thú và có thú móng guốc ở Azerbaijan.
Nguồn lợi động vật phong phú ở đây đã được cư dân khai thác, chủ yếu dùng làm thực phẩm (thịt tươi, thịt hộp, trứng, bơ), làm nguyên liệu trong công nghiệp (lông, da, sừng và dầu mỡ từ động vật). Con người sử dụng động vật làm sức lao động trong nông nghiệp với nhiều loài được thuần hóa làm súc vật lao động. Đồng thời thuốc, nước hoa, phân bón và thức ăn gia súc được sản xuất từ các sản phẩm của động vật. Hiện nay, một số loài động vật ở Azerbaijan đang có nguy cơ tuyệt chủng vì các mối đe dọa từ môi trường thay đổi hoặc động vật ăn thịt. Những con vật này được đưa vào Sách Đỏ của Azerbaijan. Sách Đỏ hiện nay bao gồm 108 loài động vật (14 loài thú, 36 loài chim, 13 loài bò sát và lưỡng cư, 5 loài chim và 40 loài côn trùng).

## Loài thú
Azerbaijan có con số loài thú cao nhất ở hệ động vật châu Âu. Khoảng 107 loài động vật có vú đã được ghi nhận ở Azerbaijan, trong đó có ba loài độc nhất (loài đặc hữu). Các loài phổ biến là dê Caucasus và Sơn dương Tây Kavkaz sống ở vùng Nakhichevan và sườn phía tây của vùng Caucasus thuộc vùng Balakan, Qabala, Zaqatala và Ismayilli. Linh dương Jeyran là một trong những loài quý hiếm và nhanh nhất ở vùng Caucasus. Những loài này chỉ có thể tìm thấy ở khu bảo tồn bang Shirvan, Bendovan và Korchay của Azerbaijan. Vào năm 2014, 150 con linh dương đã được tái du nhập loài lại lãnh thổ lịch sử của chúng trong khuôn khổ dự án 4 năm "Tái du nhập linh dương về các khu vực sinh sống lịch sử của chúng ở Caucasus". 

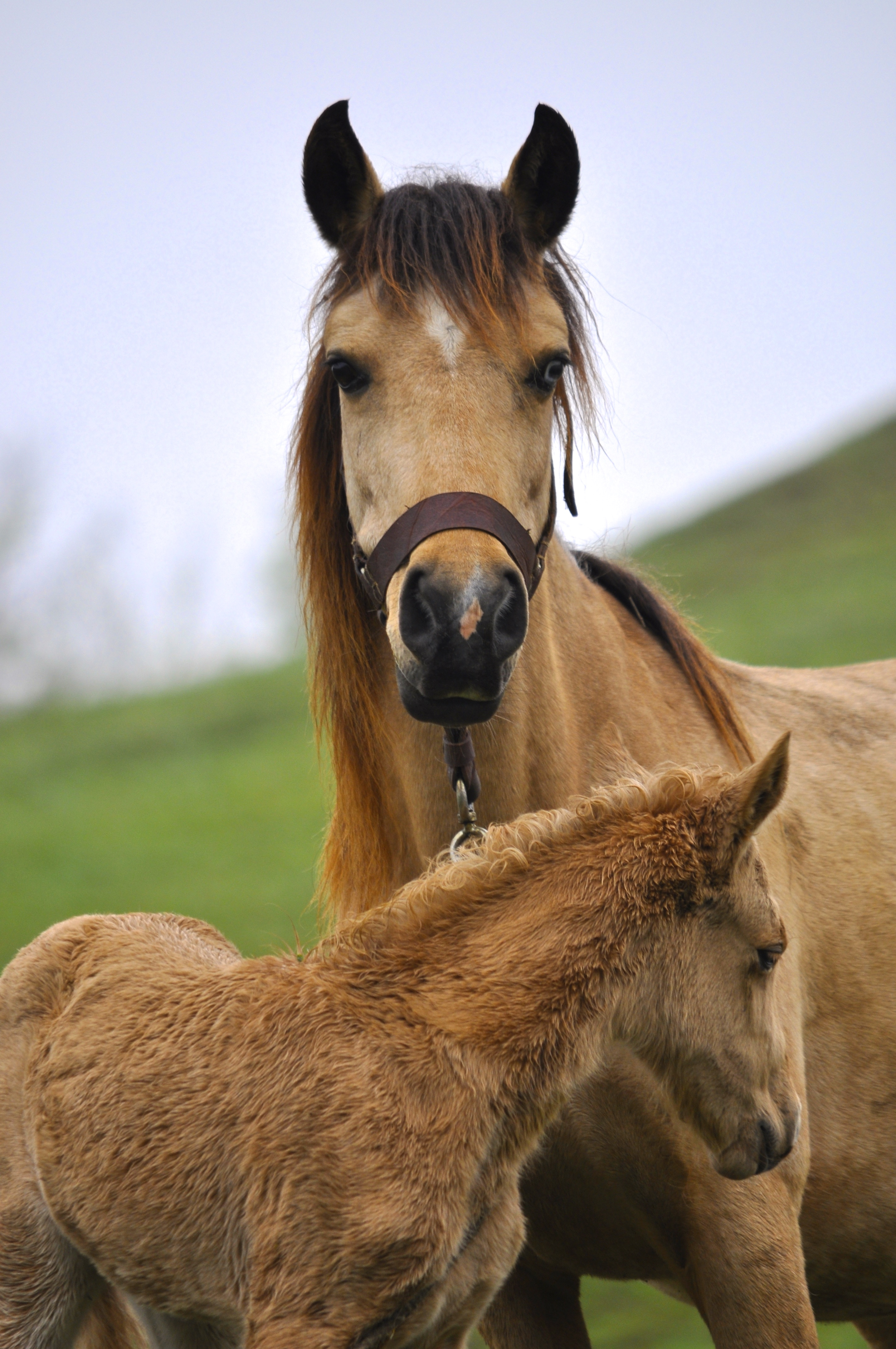
Ngựa ở Atlar, Goygol

Dê núi Caucasus thường được tìm thấy ở những vùng cao của Caucasus, nơi không khí rất loãng và hiếm khi tìm thấy những kẻ săn mồi. So với dê nhà thì bộ lông của dê Caucasus rất dày và nhờ đó loài vật này thích nghi tốt với nhiệt độ thấp của vùng núi cao. Cừu núi Caucasus (Ovis orientalis gmelini) là một loại cừu hoang dã có ngoại hình lớn hơn và cơ bắp, cứng cáp hơn cừu nhà, chúng thích vùng đồng bằng, nơi chúng có thể kiếm ăn quanh năm. Những kẻ leo núi nhanh nhẹn này có đôi chân dài và cơ bắp săn chắc. Nhờ khả năng này mà chúng có thể chạy rất nhanh.
Báo Caucasian (Panthera pardus tulliana) là  một trong những loài động vật quý hiếm nhất trên thế giới, sinh sống ở phía nam dãy núi Kavkaz, dãy Zangezur và dãy núi Talish ở Azerbaijan, loài báo này đang bị đe dọa tuyệt chủng vì bị săn bắt trái phép, do con người làm phiền nhiễu. Quỹ Động vật Hoang dã Thế giới đã tuyên bố rằng những loài động vật này là một trong những loài cực kỳ nguy cấp ở Dãy núi Caucasus. Hổ Caspi hay còn gọi là hổ Hyrcanian từng được tìm thấy ở Azerbaijan cho đến cuối những năm 1950. Nhưng nó đã tuyệt chủng hơn 40 năm trước. Điều tra khoa học trong lĩnh vực này đã chứng minh rằng hổ Caspi và hổ Siberia chỉ được phân biệt bằng một ký tự mã di truyền. Những con hổ Caspi cuối cùng được nhìn thấy ở chân núi Talysh và lưu vực sông Lenkoran nằm ở phía nam Azerbaijan vào năm 1964.
Hệ động vật của Đại Caucasus là ranh giới tự nhiên ở phía bắc của Azerbaijan rất phong phú bao gồm các loài động vật có vú như linh miêu, gấu nâu Caucasia, mèo rừng châu Á, lửng châu Âu, chuồn Marten đá, hươu đỏ, hoẵng châu Âu và dê hoang dã, Sơn dương Đông Kavkaz, sóc Caucasia, chuột đồng, chuột chù Daghestan. Khu bảo tồn thiên nhiên Ismayilli gần quận Gebele của Azerbaijan là một trong những nơi có thể nhìn thấy những con dê hoang. Mèo rừng châu Á, mèo rừng và lợn rừng sống trong rừng Samur, nằm ở bờ biển Caspi gần biên giới Nga. Cộng hòa tự trị Nakhchevan của Azerbaijan có một số loài bò sát và động vật có vú quý hiếm. Các loài phổ biến hơn như chuột Macedonia, loài jirds Vinogradov và Ba Tư, chuột chũi Transcaucasia. Mèo Pallas là động vật quý hiếm nhất trong khu vực này.
Vườn quốc gia Absheron nằm ở Bán đảo Absheron, nổi tiếng với linh dương và hải cẩu Caspi. Những chú chuột đồng năm ngón, những chú chuột đồng, chuột đồng xám lùn là những loài phổ biến ở lãnh thổ Baku-thủ đô của Azerbaijan. Các cư dân tự nhiên của các công viên quốc gia Gobustan, Kyzylagach và Shirvan là chó rừng, chó sói, cáo, mèo cẩm thạch, thỏ rừng, ếch mương khổng lồ, những đàn chim di cư khổng lồ, mèo rừng, chó rừng lông vàng, lợn rừng, chuột chù nước Á Âu. Dãy núi Talysh của Azerbaijan được bao phủ bởi những khu rừng rậm rạp, nơi thường gặp chuột cống Caspi, chuột thông Schelkovikov và chuột đồng Hyrcanian, nhím bụng trắng phương nam, chuột chũi Levantine, chuột barbastelle phía tây, chuột đồng thảo nguyên và chuột đồng Biển Đen, và nhím có mào Ấn Độ.

## Hệ chim

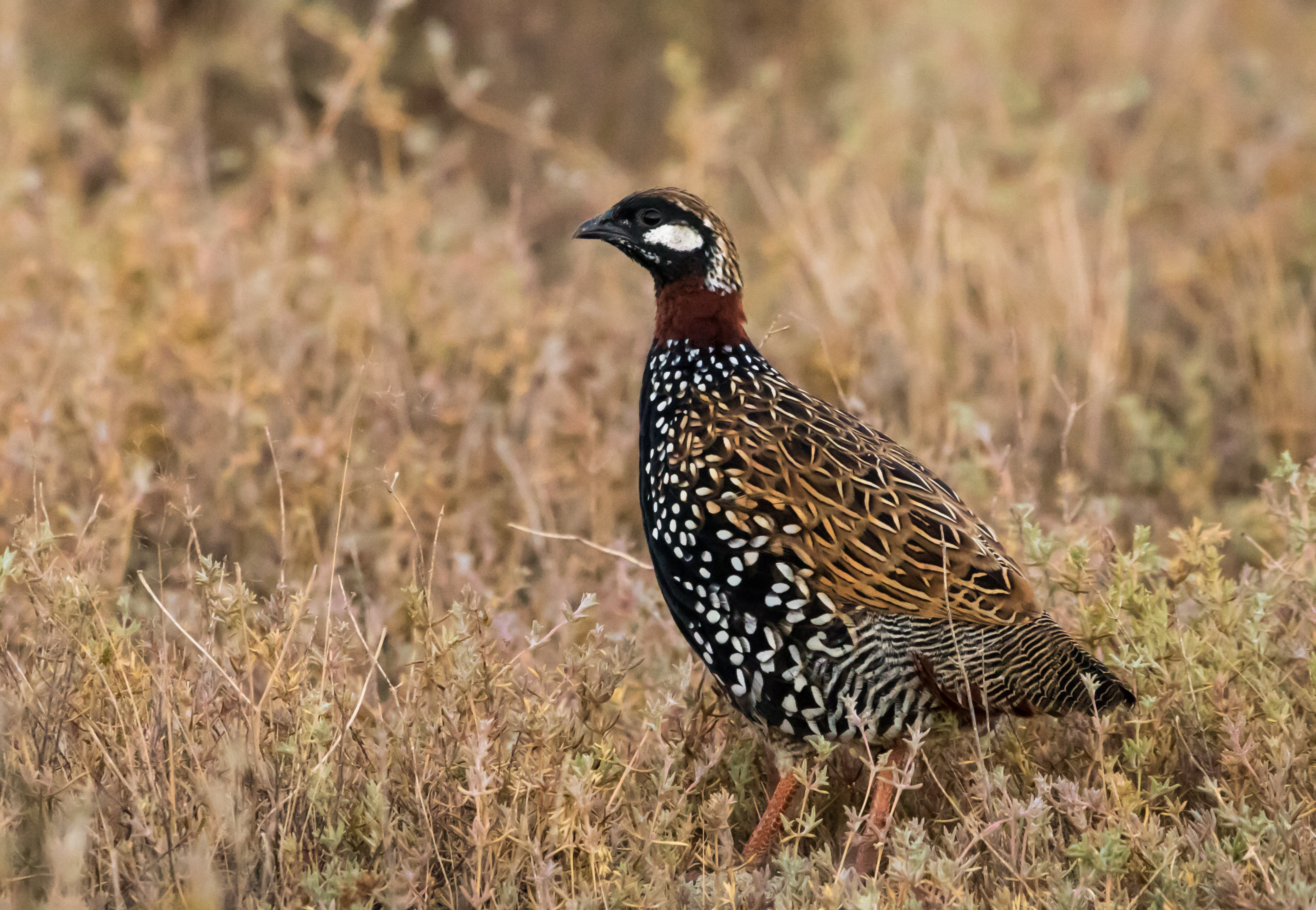
Trĩ sao Francolinus francolinus

Azerbaijan vô cùng phong phú về hệ chim. Danh sách các loài chim của Azerbaijan (bao gồm chim định cư, di cư và chim bay qua Azerbaijan) bao gồm hơn 370 loài (trong đó có ít nhất 9 loài là quý hiếm).  Với hơn 363 loài chim được ghi nhận từ khoảng 60 họ, từ các loài chim lớn như kền kền, đại bàng, hồng hạc, bồ nông, sếu đến các loại chim nhỏ sặc sỡ khác nhau như chim ăn ong, chim đầu rìu, chim công, chim nhỏ, cũng như như gà nước và thủy cầm bao gồm vịt, ngỗng và thiên nga. Khoảng 40% các loài sống quanh năm ở Azerbaijan trong đó có 27% ở luôn tại đó vào mùa đông và có 10% di cư qua đường di cư. Một trong những loài chim truyền cảm hứng nhất là đại bàng vàng sống chủ yếu ở các vùng núi như Nakhchivan. Theo ước tính 1990-1996, tổng số Đại bàng vàng ở Azerbaijan không vượt quá 15 cặp làm tổ. Con đại bàng vàng đã được in trên hàng chục con tem và các loại thẻ ở Azerbaijan.
Mùa đông ở Azerbaijan không lạnh và tương đối ôn hòa. Do đó nhiều loài chim từ phía bắc di cư đến đây vào mùa đông. Các loài chim nước như thiên nga, ngỗng, vịt trời, hồng hạc, và những loài chim lội nước như chim đuôi đen Godwit, curlews và snipes thường thu thập ở các vùng đầm lầy, ven biển và nội địa của Azerbaijan. Có thể tìm thấy Mòng biển đen đầu đen và lớn dọc theo bờ biển. Vào mùa đông, một số loài chim nhỏ từ phía bắc cũng chọn Azerbaijan để trú đông. Hầu hết các loài chim của vùng núi cao, như Redstart của Guldenstadt và Great Rosefinch di chuyển đến các thung lũng sông để trú đông. Vào tháng Hai, chim nước và chim biển di chuyển lên phía bắc, thiên nga thì đến sớm từ phương nam.
Theo tính toán mùa xuân hè năm 1993, số lượng chim Vịt cẩm thạch làm tổ trong mỗi hồ Sarisu và hồ Aggol là 200 cá thể. Vào đầu năm 1995, 54 loài vịt cẩm thạch đã được ghi nhận trong các cuộc tụ tập của vịt sông trong các lưu vực nước giữa các cột Lopatin và Akusha của khu bảo tồn Kyzylagach. Thiên nga trắng được tìm thấy trong khu bảo tồn Kyzylagach trên bờ biển Caspi. Trong các lưu vực nước của đồng bằng Mil và đồng bằng Samur-Davachi. Trong cuộc điều tra dân số mùa xuân năm 1993, các loài chim làm tổ ở Sarisu, Aggol, khu bảo tồn Shirvan đã được ghi lại. Đặc biệt là ở hồ Agzibir (cảng Devechi)-hơn 10 cặp. Theo tính toán năm 1993, số lượng thiên nga trú đông ở Azerbaijan là hơn 3200 cá thể. Hồng hạc sinh sống trong vịnh Kyzylagach năm 1933-1934 là hơn 20.000 cá thể vào mùa đông, vào tháng 12 năm 1956 thì là 5.000 cá thể, vào tháng 2 năm 1957 sau khi sương muối nghiêm trọng thì lên tới 400 cá thể, vào năm 1976-1977 còn khoảng 200 cá thể, vào năm 1979  lúc tháng 1 thì còn 200 cá thể, năm 1982 thì còn 150, năm 1993-800, năm 1994-2.800 con chim đã được quan sát.

## Hệ cá

Cá tầm Huso huso

Các lưu vực nước ngọt của nước này và Biển Caspi có tới 97 loài cá trong đó tám loài được đưa vào Danh sách được bảo vệ và bảy loài đã trở nên phổ biến. Ngoài ra còn có hơn 15 nghìn loài động vật không xương sống ở Azerbaijan. Hầu hết có thể tìm thấy ở sông Kur, xung quanh các hồ, cũng như trong hồ chứa nước Mingechevir. Hầu hết các loài cá là loài cá di cư (lúc nhỏ lớn lên trong nước biển và di cư đến nước ngọt để sinh sản sau khi đạt đến độ trưởng thành). Các loài cá có giá trị nhất có thể là cá hồi, cá tầm, cá tầm sao và cá tầm Beluga.
Các loài Aspius, Chalcalburnus và cá chình cũng là cá di cư. Thịt cá hồi và caviar rất có giá trị. Trong lịch sử ban đầu của Azerbaijan, cá tầm thường bị nhầm lẫn với quái vật biển. Cá đuối Korean cũng là cá sông sống ở sông Kura và sông Araz, các con sông vùng Lankaran, hồ chứa nước Mingachevir. Cả hai đều có thể được tìm thấy ở khu vực Azerbaijan của Biển Caspi từ bán đảo Absheron đến vùng Astara. Mẫu vật cổ nhất của chúng được tìm thấy dưới sông là 5 năm tuổi với chiều dài 150 mm và nặng 25,4 gam.